# Marcia Clark
Marcia Rachel Kleks coniugata Clark, in precedenza Horowitz (Berkeley, 31 agosto 1953) è un'avvocatessa e scrittrice statunitense. È conosciuta per essere stata il capo del processo per omicidio a O. J. Simpson. Alla sua figura è ispirata la serie TV The Fix tratta dal suo libro autobiografico Blood Defense che richiama quello che è stato definito "il processo del secolo". Marcia Clark è stata una delle figure centrali nella ricostruzione del processo a Simpson messa in opera dalla serie TV  American Crime Story: Il caso O.J. Simpson. L'attrice che interpreta la Clark è Sarah Paulson che grazie a questo ruolo ha vinto un Golden Globe come migliore attrice protagonista e un Emmy: ritirando questo ultimo premio, l'attrice lo ha dedicato a Marcia Clark.

## Biografia
Figlia di Rozlyn Masur e Abraham Kleks, che era chimico per la Food and Drug Administration, la Clark fin da piccola si è trasferita diverse volte in varie città a causa del lavoro di suo padre.
Dopo essersi diplomata alle scuole superiori, nel 1976 si è laureata in legge presso l'università della California.
Ha iniziato la sua carriera come avvocato d'ufficio per poi cambiare ruolo dopo avere rimesso in libertà un assassino, diventando prima vice procuratore e quindi procuratore. Il suo primo caso di alto profilo è stato nel 1991 quando ha fatto processare Robert John Bardo, per l'omicidio della star televisiva Rebecca Schaeffer, facendolo condannare all'ergastolo.
Il caso per il quale la Clark ha ottenuto una grande notorietà è stato quello che l'ha vista nei panni di procuratore capo nel processo di OJ Simpson del 1995 con l'accusa di omicidio di Nicole Brown Simpson (sua ex moglie) e Ron Goldman.
Nel 2011 ha pubblicato Guilt By Association, primo romanzo della serie con protagonista la procuratrice Rachel Knight. Il libro è stato tradotto in tedesco, olandese, francese e polacco. Nel 2016 sono stato pubblicati "Blood Defence" e "Moral Defence", primi due titoli di una nuova serie che vede come protagonista l'avvocato difensore Samantha Brinkman. I romanzi sono in seguito stati tradotti in francese con i titoli Le Droit du sang e Le Droit et la Morale.

## Opere

### Saggistica
- Without a Doubt (con Teresa Carpenter), Viking Press. 1997. ISBN 978-0-670-87089-9

### Serie Rachel Knight
- Guilt By Association . Mulholland Books, (2011). ISBN 978-0-316-12951-0
- Guilt By Degrees (2012). Mulholland Books. ISBN 978-0-316-12953-4
- Killer Ambition (2013). Mulholland Books. ISBN 978-0-316-22094-1
- The Competition (2014). Mulholland Books. ISBN 978-0-316-22097-2
- If I'm Dead: A Rachel Knight Story (2012). Mulholland Books. Digital.
- Trouble in Paradise: A Rachel Knight Story (2013). Mulholland Books. Digital.

### Serie Samantha Brinkman
- Blood Defense (2016). Thomas & Mercer. ISBN 978-1-503-93619-5
- Moral Defense (2016). Thomas & Mercer. ISBN 978-1-503-93977-6
- Snap Judgment (2017). Thomas & Mercer. ISBN 978-1-542-04599-5

## Televisione
Marcia Clark Investigates - The First 48 (2018)